# Qasr Al Watan
Qasr Al Watan (en árabe: قَصْر ٱلْوَطَن‎, lit. 'Palacio de la Nación') es el palacio presidencial de los Emiratos Árabes Unidos, situado en Abu Dhabi.

## Historia
Para celebrar el patrimonio del país, los jeques Jalifa bin Zayed Al Nahayan (emir de Abu Dhabi y presidente de los Emiratos Árabes Unidos) y Mohamed bin Zayed Al-Nahyan (príncipe del emirato de Abu Dhabi y vicecomandante supremo de las Fuerzas Armadas de los Emiratos Árabes Unidos) decidieron abrir el palacio al público en 2019. Antes de su apertura, el palacio se usaba solo para propósitos oficiales, principalmente para alojar a los líderes de Estados extranjeros en visita oficial y para celebrar las reuniones del Consejo Supremo y del Consejo de Ministros del país. Tras su apertura al público, el palacio también se sigue usando para estos propósitos.
El palacio abrió al público el 11 de marzo de 2019, en una ceremonia presidida por los jeques Mohamed bin Zayed y Mohammed bin Rashid Al Maktoum (vicepresidente y primer ministro de los Emiratos Árabes Unidos y emir de Dubái). En agosto, el palacio fue incluido por la página web de viajes y turismo Hotel and Rest entre los veinte mejores monumentos artísticos y culturales del mundo. En 2020, Qasr Al Watan fue nominado para los World Travel Awards como mejor atracción turística cultural de Oriente Próximo.

## Interior y exterior
Con su fachada de granito blanco y caliza, el palacio es principalmente de color blanco y está diseñado minuciosamente y decorado profusamente. Tiene una cúpula de 37 metros de diámetro y una lámpara de araña con 350 000 piezas de cristal. La cúpula está situada sobre la habitación central, conocida como el «Gran Salón», que está rodeada por dos alas, una al este y otra al oeste.

### Ala este
El ala este contiene la «Casa del Conocimiento», que alberga varios objetos importantes. Entre estos objetos se encuentran regalos de mandatarios de otros países y dos textos religiosos: el Corán (incluida una réplica del manuscrito de Birmingham) y la Biblia. También hay una biblioteca con más de cincuenta mil libros que documentan la historia cultural, social y política del país.

### Ala oeste
El ala oeste alberga salones que son usados para propósitos oficiales. Uno de estos salones es el conocido como el «Espíritu de Colaboración», donde se celebran las reuniones del Consejo Supremo Federal y del Consejo de Ministros de los Emiratos Árabes Unidos, así como cumbres de organismos internacionales como la Organización para la Cooperación Islámica, la Liga Árabe o el Consejo de Cooperación del Golfo. En otras habitaciones se realizan banquetes oficiales y se guardan regalos diplomáticos de otros países.